# René Klingbeil
René Klingbeil (Berlino, 2 aprile 1981) è un allenatore di calcio ed ex calciatore tedesco, di ruolo difensore, tecnico del Carl Zeiss Jena.

## Carriera

### Club
Klingbeil giocò, in carriera, con le maglie di Borussia Mönchengladbach e Amburgo. Passò poi ai norvegesi del Viking. Debuttò nella Tippeligaen il 26 agosto 2007, schierato titolare nel successo per 3-1 sull'Odd Grenland.
Lasciò la squadra nordica l'anno successivo, tornando in patria per militare nelle file dell'Erzgebirge Aue e poi nel Carl Zeiss Jena.

## Palmarès

### Club

#### Competizioni nazionali
- Coppa di Lega tedesca: 1

Amburgo: 2003

#### Competizioni internazionali
- Coppa Intertoto UEFA: 1

Amburgo: 2005